# Hackerbrücke
A Hackerbrücke egy közúti acélhíd Münchenben a vasúti vágányok felett, nem messze a főpályaudvartól. 1890 és 1894 között a Maschinenfabrik Augsburg Nürnberg építette.
Alatta az ugyanilyen nevű S-Bahn megálló található. A híd kétsávos, az Oktoberfest idejére lezárják az autóforgalom elől, mivel azok az utasok, akik S-Bahnnal érkeznek, innen tudják a legkönnyebben gyalogosan megközelíteni a fesztivált. Mellette található a város távolsági autóbusz-pályaudvara.

## S-Bahn járatok
| Járatszám | Útvonal | Járatsűrűség  |
| --------- | --- | ------------- |
| S1        | Freising – Pulling – Neufahrn / Flughafen München – Flughafen Besucherpark – Neufahrn – Eching – Lohhof – Unterschleißheim – Oberschleißheim – Feldmoching – Fasanerie – Moosach – Laim – Hirschgarten – Donnersbergerbrücke – Hackerbrücke – Hauptbahnhof – Karlsplatz (Stachus) – Marienplatz – Isartor – Rosenheimer Platz – Ostbahnhof | 20 percenként |
| S2        | Petershausen – Vierkirchen-Esterhofen – Röhrmoos – Hebertshausen – Dachau / Altomünster – Kleinberghofen – Erdweg – Arnbach – Markt Indersdorf – Niederroth – Schwabhausen – Bachern – Dachau Stadt – Dachau – Karlsfeld – Allach – Untermenzing – Obermenzing – Laim – Hirschgarten – Donnersbergerbrücke – Bahnhof Hackerbrücke – Hauptbahnhof – Karlsplatz (Stachus) – Marienplatz – Isartor – Rosenheimer Platz – Ostbahnhof – Leuchtenbergring – Berg am Laim – Riem – Feldkirchen – Heimstetten – Grub – Poing – Markt Schwaben – Ottenhofen – St. Kolomann – Aufhausen – Altenerding – Erding | 20 percenként |
| S3        | Mammendorf – Malching – Maisach – Gernlinden – Esting – Olching – Gröbenzell – Lochhausen – Langwied – Pasing – Laim – Hirschgarten – Donnersbergerbrücke – Bahnhof Hackerbrücke – Hauptbahnhof – Karlsplatz (Stachus) – Marienplatz – Isartor – Rosenheimer Platz – Ostbahnhof – St.-Martin-Straße – Giesing – Fasangarten – Fasanenpark – Unterhaching – Taufkirchen – Furth – Deisenhofen – Sauerlach – Otterfing – Holzkirchen | 20 percenként |
| S4        | Geltendorf – Türkenfeld – Grafrath – Schöngeising – Buchenau – Fürstenfeldbruck – Eichenau – Puchheim – Aubing – Leienfelsstraße – Pasing – Laim – Hirschgarten – Donnersbergerbrücke – Bahnhof Hackerbrücke – Hauptbahnhof – Karlsplatz (Stachus) – Marienplatz – Isartor – Rosenheimer Platz – Ostbahnhof – Leuchtenbergring – Berg am Laim – Trudering – Gronsdorf – Haar – Vaterstetten – Baldham – Zorneding – Eglharting – Kirchseeon – Grafing – Grafing Stadt – Ebersberg | 20 percenként |
| S5        | Kreuzstraße – Großhelfendorf – Peiß – Aying – Dürrnhaar – Höhenkirchen-Siegertsbrunn – Wächterhof – Hohenbrunn – Ottobrunn – Neubiberg – Neuperlach Süd – Perlach – Giesing – St.-Martin-Straße – Ostbahnhof – Rosenheimer Platz – Isartor – Marienplatz – Karlsplatz (Stachus) – Hauptbahnhof – Hackerbrücke – Donnersbergerbrücke – Hirschgarten – Laim – Pasing (– Westkreuz – Neuaubing – Freiham – Harthaus – Germering-Unterpfaffenhofen – Geisenbrunn – Gilching-Argelsried – Neugilching – Weßling)                                                                                          | 20 percenként |
| S6        | Tutzing – Feldafing – Possenhofen – Starnberg – Starnberg Nord – Gauting – Stockdorf – Planegg – Gräfelfing – Lochham – Westkreuz – Pasing – Laim – Hirschgarten – Donnersbergerbrücke – Bahnhof Hackerbrücke – Hauptbahnhof – Karlsplatz (Stachus) – Marienplatz – Isartor – Rosenheimer Platz – Ostbahnhof (– Leuchtenbergring – Berg am Laim – Trudering – Gronsdorf – Haar – Vaterstetten – Baldham – Zorneding – Eglharting – Kirchseeon – Grafing – Grafing Stadt – Ebersberg) | 20 percenként |
| S7        | Wolfratshausen – Icking – Ebenhausen-Schäftlarn – Hohenschäftlarn – Baierbrunn – Buchenhain – Höllriegelskreuth – Pullach – Großhesselohe Isartalbahnhof – Solln – Siemenswerke – Mittersendling – Harras – Heimeranplatz – Donnersbergerbrücke – Bahnhof Hackerbrücke – Hauptbahnhof – Karlsplatz (Stachus) – Marienplatz – Isartor – Rosenheimer Platz – Ostbahnhof – St.-Martin-Straße – Giesing – Perlach – Neuperlach Süd – Neubiberg – Ottobrunn – Hohenbrunn – Wächterhof – Höhenkirchen-Siegertsbrunn – Dürrnhaar – Aying – Peiß – Großhelfendorf – Kreuzstraße                              | 20 percenként |
| S8        | Herrsching – Seefeld-Hechendorf – Steinebach – Weßling – Neugilching – Gilching-Argelsried – Geisenbrunn – Germering-Unterpfaffenhofen – Harthaus – Freiham – Neuaubing – Westkreuz – Pasing – Laim – Hirschgarten – Donnersbergerbrücke – Bahnhof Hackerbrücke – Hauptbahnhof – Karlsplatz (Stachus) – Marienplatz – Isartor – Rosenheimer Platz – Ostbahnhof – Leuchtenbergring – Daglfing – Englschalking – Johanneskirchen – Unterföhring – Ismaning – Hallbergmoos – Flughafen Besucherpark – Müncheni repülőtér                                                                                | 20 percenként |